# Daily Express Building
Il Daily Express Building è un edificio che si trova su Great Ancoats Street a Manchester, in Inghilterra. L'edificio è stato progettato dall'ingegnere Sir Owen Williams. Fu costruito nel 1939 per ospitare uno dei tre uffici del Daily Express; gli altri due edifici simili si trovano a Londra e Glasgow.